# Mesnac
Mesnac est une commune du Sud-Ouest de la France, située dans le département de la Charente (région Nouvelle-Aquitaine).
Ses habitants sont les Mesnacais et Mesnacaises.

## Géographie

### Localisation et accès
La petite commune de Mesnac est située dans l'ouest du département de la Charente à 9 km au nord de Cognac. Elle est limitrophe du département de la Charente-Maritime.
Elle est aussi à 11 km au sud de Matha, 22 km à l'est de Saintes et 43 km à l'ouest d'Angoulême.
À l'écart des grandes routes, la commune n'est traversée que par la D 85, route de Cognac à Matha, et la D 55 en direction de Sainte-Sévère à l'est et qui dessert le bourg à l'ouest.
La gare la plus proche est celle de Cognac, desservie par des TER à destination d'Angoulême, Saintes et Royan avec correspondance à Angoulême pour Paris, Bordeaux, Poitiers et Limoges, et à Saintes pour La Rochelle et Niort.

### Hameaux et lieux-dits
Le hameau de Vignolles est situé au centre de la commune et à l'est du bourg, au carrefour de la D 85 et de la D 55 ; il accueille la mairie. On peut aussi signaler deux hameaux (ou villages selon l'usage local) plus petits : les Fosses à l'est et Pain-Perdu au nord.

### Communes limitrophes
|  | Le Seure (Charente-Maritime) | Mons (Charente-Maritime) |
|  | Mesnac                       |                          |
|  | Val-de-Cognac                |                          |

### Géologie et relief
La commune de Mesnac, avec son altitude entre 10 et 25 mètres, fait partie du « Pays bas » zone de terres calcaires de la fin du Jurassique (Portlandien), argilo-marneuses,,. 
Ces marais ont été drainés à la fin du XVe siècle avec la canalisation dite du « Fossé du Roi ». Ces basses terres sont relativement imperméables et donc inondables.

### Hydrographie

#### Réseau hydrographique
La commune est située dans le bassin versant de la Charente au sein du Bassin Adour-Garonne. Elle est drainée par le ruisseau Fossé du Roi, le Canal, la rivière de Chazotte et le ruisseau le Veyron, qui constituent un réseau hydrographique de 6 km de longueur totale,.
La commune est arrosée à l'ouest par l'Antenne, affluent de la Charente sur sa rive droite qui coule lentement du nord au sud, se sépare en plusieurs bras (jusqu'à quatre) et forme ainsi une zone de marais juste à l'est du village de Mesnac. Des sources ou résurgences existent dans le lit de la rivière qui continue ainsi à être en eau avec un débit minimum constant, même quand la partie amont en Charente-Maritime est victime d'assecs par excès de ponction de la ressource pour l'irrigation. Mesnac est aussi le lieu de la confluence d'un des affluents de  l'Antenne, le Veyron. En aval, le moulin de Chazotte fait la frontière avec la commune de Cherves.
Le Fossé du Roi croise l'Antenne  par un très curieux double siphon avant de traverser le village des Fosses, mais, en période de hautes eaux de la Charente, l'écoulement est très faible et certains terrains peuvent rester inondés plusieurs mois.

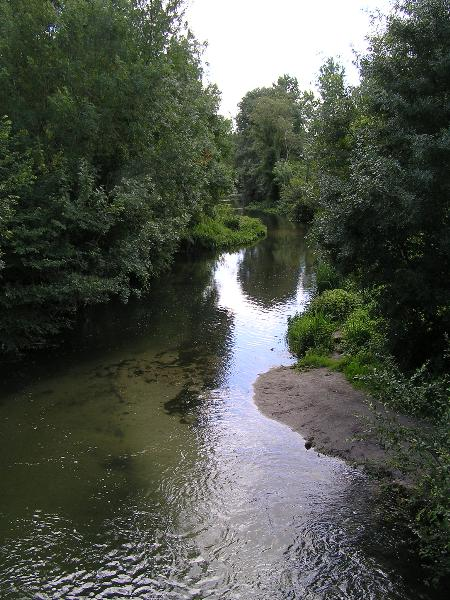
Bras de l'Antenne.
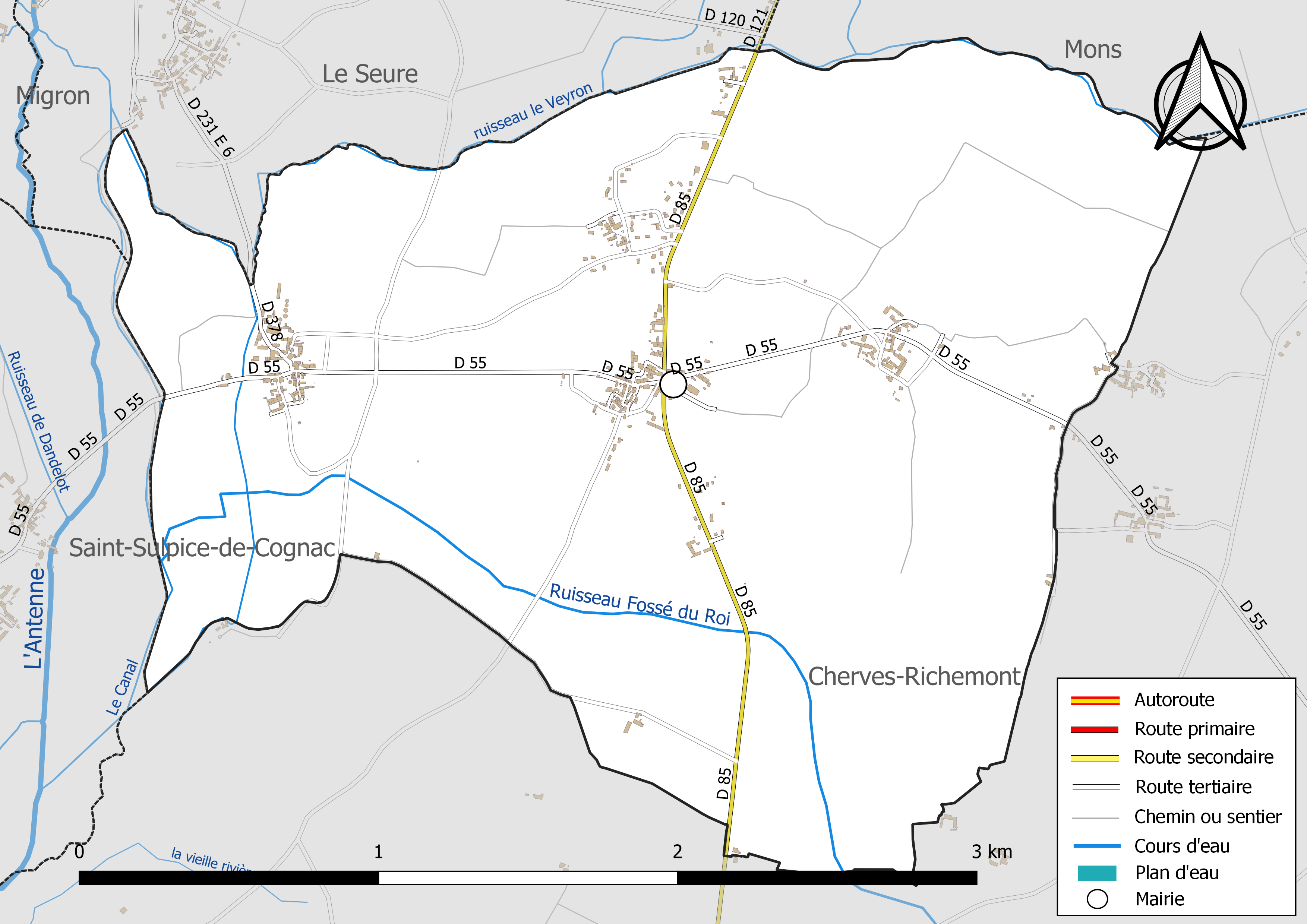
Réseaux hydrographique et routier de Mesnac

#### Gestion des eaux
Le territoire communal est couvert par le schéma d'aménagement et de gestion des eaux (SAGE) « Charente ». Ce document de planification, dont le territoire correspond au bassin de la Charente, d'une superficie de 9 300 km2, a été approuvé le 19 novembre 2019. La structure porteuse de l'élaboration et de la mise en œuvre est l'établissement public territorial de bassin Charente. Il définit sur son territoire les objectifs généraux d’utilisation, de mise en valeur et de protection quantitative et qualitative des ressources en eau superficielle et souterraine, en respect des objectifs de qualité définis dans le troisième SDAGE  du Bassin Adour-Garonne qui couvre la période 2022-2027, approuvé le 10 mars 2022.

### Climat
Comme dans les trois quarts sud et ouest du département, le climat est océanique aquitain.

## Urbanisme

### Typologie
Au 1er janvier 2024, Mesnac est catégorisée commune rurale à habitat dispersé, selon la nouvelle grille communale de densité à 7 niveaux définie par l'Insee en 2022.
Elle est située hors unité urbaine. Par ailleurs la commune fait partie de l'aire d'attraction de Cognac, dont elle est une commune de la couronne,. Cette aire, qui regroupe 44 communes, est catégorisée dans les aires de 50 000 à moins de 200 000 habitants,.

### Occupation des sols
L'occupation des sols de la commune, telle qu'elle ressort de la base de données européenne d’occupation biophysique des sols Corine Land Cover (CLC), est marquée par l'importance des territoires agricoles (83,4 % en 2018), en diminution par rapport à 1990 (90,9 %). La répartition détaillée en 2018 est la suivante : 
zones agricoles hétérogènes (33,7 %), cultures permanentes (32 %), prairies (12,3 %), forêts (9,5 %), zones urbanisées (7 %), terres arables (5,4 %). L'évolution de l’occupation des sols de la commune et de ses infrastructures peut être observée sur les différentes représentations cartographiques du territoire : la carte de Cassini (XVIIIe siècle), la carte d'état-major (1820-1866) et les cartes ou photos aériennes de l'IGN pour la période actuelle (1950 à aujourd'hui).

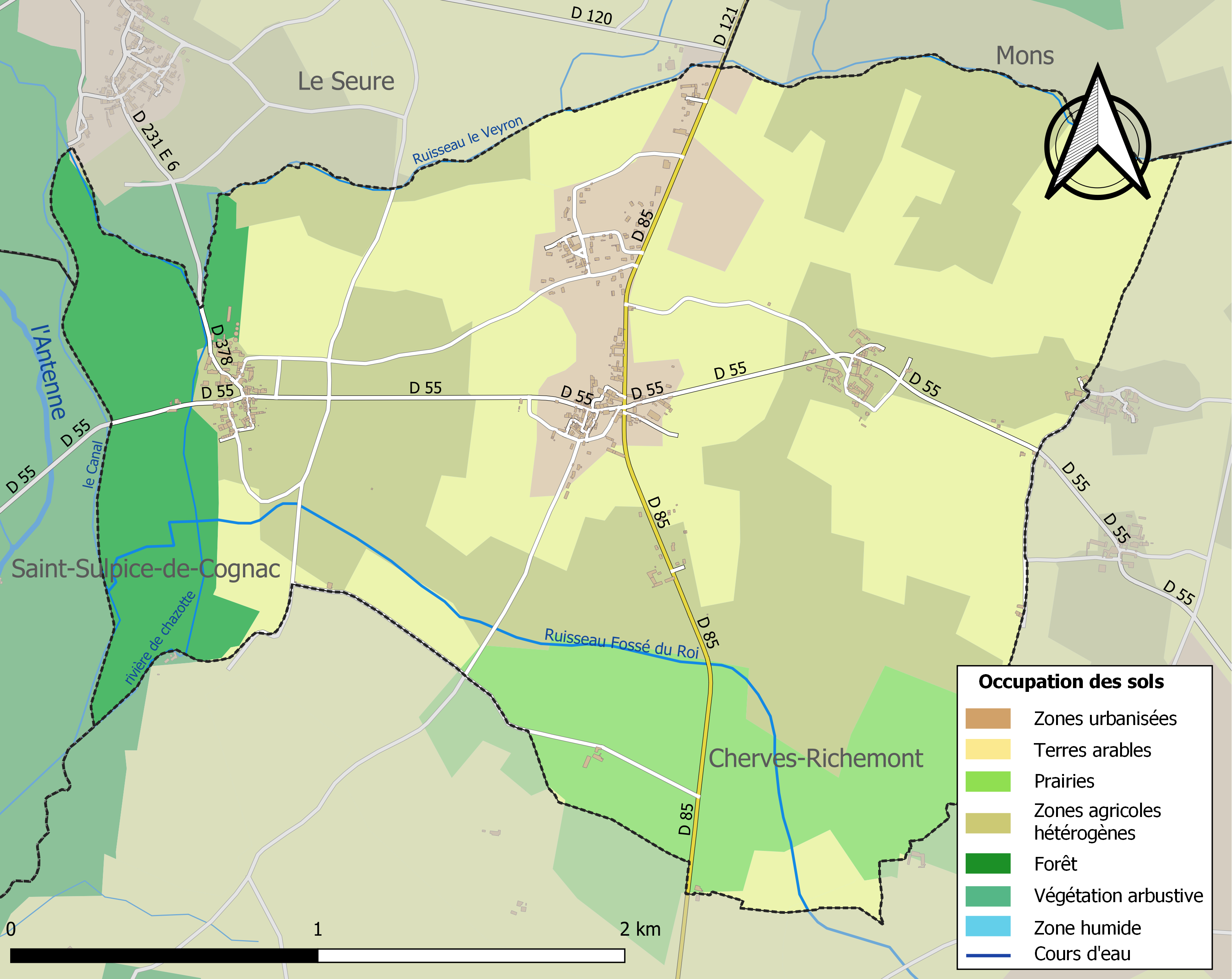
Carte des infrastructures et de l'occupation des sols de la commune en 2018 (CLC).

### Risques majeurs
Le territoire de la commune de Mesnac est vulnérable à différents aléas naturels : météorologiques (tempête, orage, neige, grand froid, canicule ou sécheresse) et séisme (sismicité modérée). Il est également exposé à un risque technologique,  le transport de matières dangereuses. Un site publié par le BRGM permet d'évaluer simplement et rapidement les risques d'un bien localisé soit par son adresse soit par le numéro de sa parcelle.

#### Risques naturels

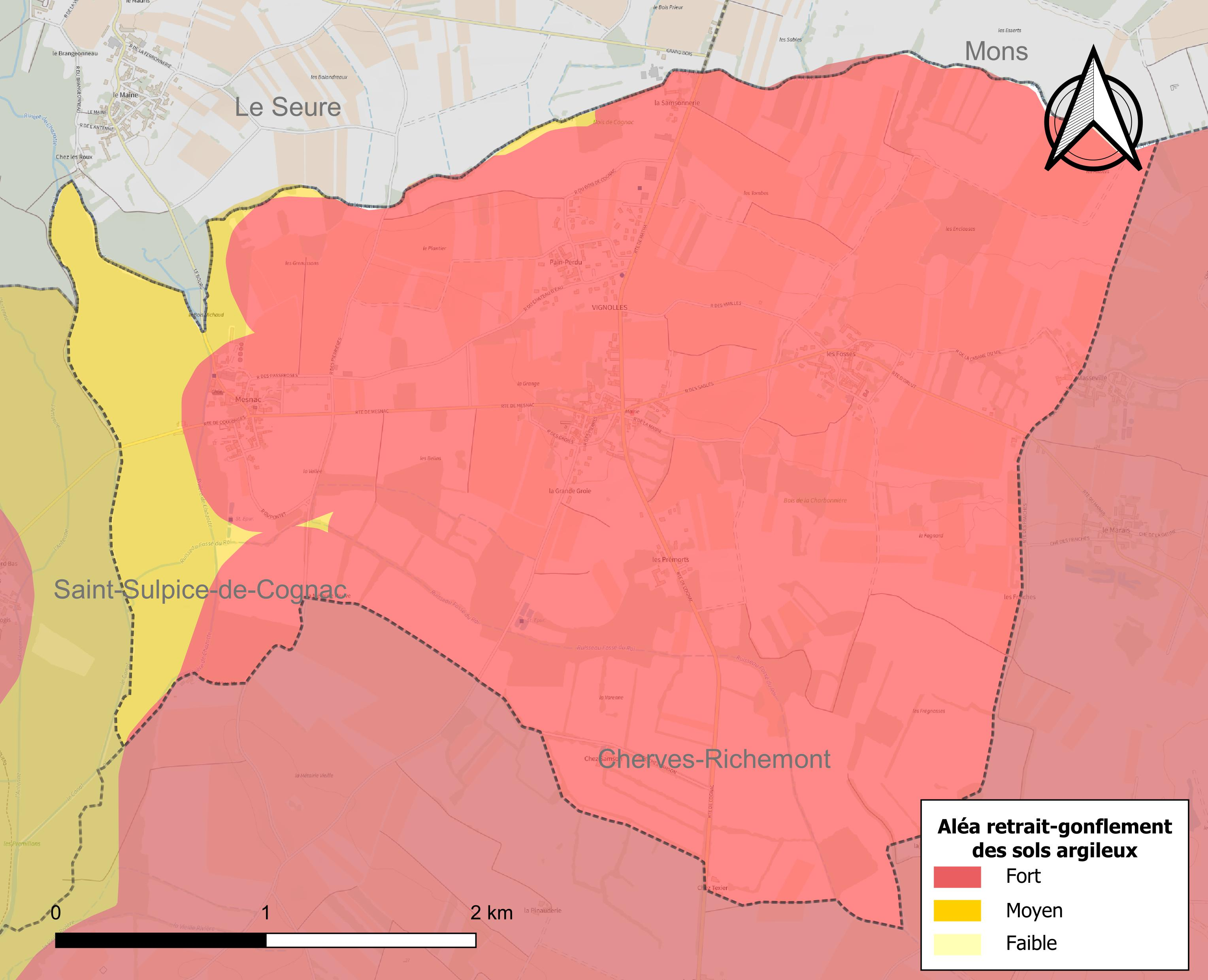
Carte des zones d'aléa retrait-gonflement des sols argileux de Mesnac.

Le retrait-gonflement des sols argileux est susceptible d'engendrer des dommages importants aux bâtiments en cas d’alternance de périodes de sécheresse et de pluie. 99,8 % de la superficie communale est en aléa moyen ou fort (67,4 % au niveau départemental et 48,5 % au niveau national). Sur les 192 bâtiments dénombrés sur la commune en 2019,  192 sont en aléa moyen ou fort, soit 100 %, à comparer aux 81 % au niveau départemental et 54 % au niveau national. Une cartographie de l'exposition du territoire national au retrait gonflement des sols argileux est disponible sur le site du BRGM,.
Par ailleurs, afin de mieux appréhender le risque d’affaissement de terrain, l'inventaire national des cavités souterraines permet de localiser celles situées sur la commune.
La commune a été reconnue en état de catastrophe naturelle au titre des dommages causés par les inondations et coulées de boue survenues en 1982, 1993 et 1999. Concernant les mouvements de terrains, la commune a été reconnue en état de catastrophe naturelle au titre des dommages causés par la sécheresse en 2003 et 2005 et par des mouvements de terrain en 1999.

#### Risques technologiques
Le risque de transport de matières dangereuses sur la commune est lié à sa traversée par une ou des infrastructures routières ou ferroviaires importantes ou la présence d'une canalisation de transport d'hydrocarbures. Un accident se produisant sur de telles infrastructures est susceptible d’avoir des effets graves sur les biens, les personnes ou l'environnement, selon la nature du matériau transporté. Des dispositions d’urbanisme peuvent être préconisées en conséquence.

## Toponymie
Une forme ancienne est Mesnaco (non datée, au Moyen Âge).
Selon A.Dauzat, l'origine du nom de Mesnac remonterait au mot latin mansio qui désigne un gîte d'étape, auquel est apposé le suffixe -acum, signifiant « domaine de »,. Mais la voie d'Agrippa passe à deux kilomètres au sud. D'autres toponymistes y voient plutôt un nom de personne gallo-romain ou romain Minnius, ce qui correspondrait à Minniacum, « domaine de Minnius ».
Le lieu-dit Vignolles proviendrait de l'existence d'une petite vigne.

## Histoire

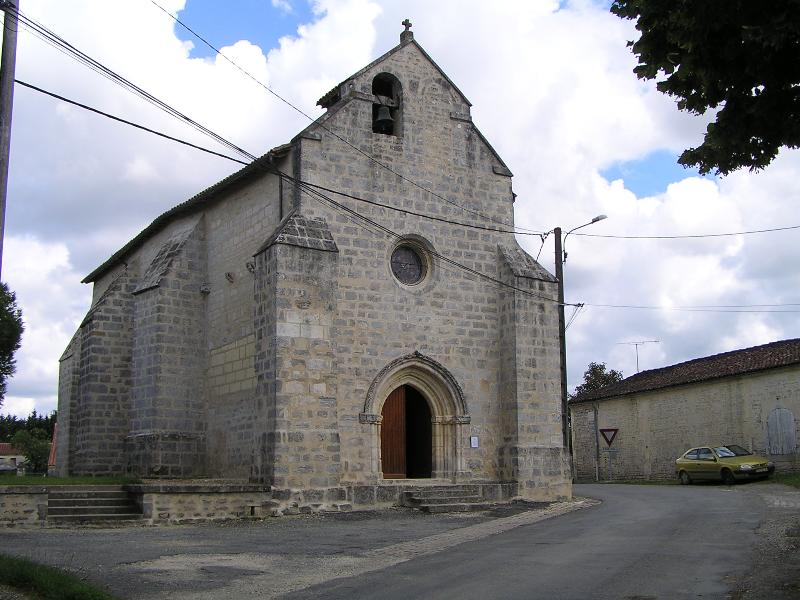
Église Saint-Pierre du XIIe siècle.

Mesnac, par son nom, nous signale avoir d'abord été une villa romaine, mais nous n'avons pas de document sur ce lieu avant l'époque, au Moyen Âge, où la terre de Mesnac relevait de la seigneurie de Cognac. L'église du XIIe siècle est, dans les documents, déclarée comme étant un prieuré-cure des Bénédictins qui relevait du prieuré Saint-Eutrope à Saintes. Au XVe siècle, la terre de Mesnac est la propriété de Geoffroy de Beaumanoir et de sa famille jusqu'en 1490 où elle fut rachetée par Jean de Puyrigault et conservée pendant trois générations.
En 1568, les terres de Mesnac et Chazotte passent par mariage à la famille Chesnel, qui selon certaines sources les gardera jusqu'à la Révolution. Cependant en 1747, selon d'autres sources, les terres de Mesnac et Chazotte deviennent la possession de Louis d'Orvilliers, amiral de la flotte et chevalier de l'ordre de Saint-Louis.
Les autres fiefs ayant existé sur le territoire de la commune de Mesnac sont le fief de Vignole dont il ne reste rien dans le village actuel de Vignolles et la seigneurie de l'Isle attestée en 1645 avec logis, dépendances et fuie,.
Mesnac est peu cité lors des troubles et guerres qui ravagent cette région et l'on sait simplement que le domaine est récupéré en 1783 pour le comte d'Artois, futur Charles X. Le château de Mesnac est une solide demeure de cette époque.
Le 7 mars 1787, les représentants de Mesnac à l'assemblée préliminaire des États généraux qui se tient à la salle capitulaire des Récollets de Cognac sont l'avocat Jacques Hardy et J.Bouteleau.
La commune est créée en 1793 sous le nom de Ménac.
La richesse viendra avec le cognac jusqu'à la fin du XIXe siècle malgré l'épreuve du phylloxéra.

## Administration

### Situation administrative
La commune de Mesnac fait partie du canton Cognac-Nord qui avec le canton Cognac-Sud compose la communauté d'agglomération du Grand Cognac.  Celle-ci appartient au Pays Ouest-Charente Pays du cognac (qui ne se recoupe pas avec la circonscription législative).
Le conseil municipal siège à la mairie qui est au centre du bourg de Vignolles, dans l'ancienne école. L'élection municipale est nominale, avec  onze élus  et parmi ces  conseillers, actuellement tous élus sur une liste d'intérêts communaux, sont élus un maire et trois adjoints.
La sous-préfecture est à Cognac ainsi que le siège de la communauté d'agglomération du Grand Cognac logée dans les anciens bâtiments Monnet. La commune de Mesnac y a deux délégués élus par le conseil municipal en son sein.
Le SIVOM, syndicat intercommunal, a gardé les compétences d'entretien de l'Antenne, des fossés du Pays bas, de l'ancien syndicat de cylindrage, de l'eau et de l'assainissement. Le SVDM, syndicat départemental, lui a repris la compétence déchets ménagers (collecte et traitement).

### Liste des anciens maires
| Période                                  | Période  | Identité                                   | Étiquette          | Qualité              |
| ---------------------------------------- | -------- | ------------------------------------------ | ------------------ | -------------------- |
| Les données manquantes sont à compléter. |          |                                            |                    |                      |
| 1971                                     | 2014     | Georges Renou                              | SE (proche du PCF) | Viticulteur retraité |
| 2014                                     | En cours | Didier Gois Réélu pour le mandat 2020-2026 |                    |                      |

### Fiscalité
La fiscalité est d'un taux de 17 % sur le bâti, 61,44 % sur le non bâti, et 9,64 % pour la taxe d'habitation (chiffres 2007).
La communauté de communes de Cognac prélève 12,14 % de taxe professionnelle.

## Démographie

### Évolution démographique
L'évolution du nombre d'habitants est connue à travers les recensements de la population effectués dans la commune depuis 1793. Pour les communes de moins de 10 000 habitants, une enquête de recensement portant sur toute la population est réalisée tous les cinq ans, les populations de référence des années intermédiaires étant quant à elles estimées par interpolation ou extrapolation. Pour la commune, le premier recensement exhaustif entrant dans le cadre du nouveau dispositif a été réalisé en 2005.

En 2022, la commune comptait 408 habitants, en évolution de −0,24 % par rapport à 2016 (Charente : −0,48 %, France hors Mayotte : +2,11 %).
| 1793 | 1800 | 1806 | 1821 | 1831 | 1841 | 1846 | 1851 | 1856 |
| ---- | ---- | ---- | ---- | ---- | ---- | ---- | ---- | ---- |
| 398  | 425  | 430  | 480  | 566  | 502  | 514  | 512  | 502  |

| 1861 | 1866 | 1872 | 1876 | 1881 | 1886 | 1891 | 1896 | 1901 |
| ---- | ---- | ---- | ---- | ---- | ---- | ---- | ---- | ---- |
| 540  | 505  | 507  | 462  | 465  | 436  | 487  | 488  | 499  |

| 1906 | 1911 | 1921 | 1926 | 1931 | 1936 | 1946 | 1954 | 1962 |
| ---- | ---- | ---- | ---- | ---- | ---- | ---- | ---- | ---- |
| 460  | 386  | 383  | 307  | 316  | 313  | 330  | 314  | 270  |

| 1968 | 1975 | 1982 | 1990 | 1999 | 2005 | 2006 | 2010 | 2015 |
| ---- | ---- | ---- | ---- | ---- | ---- | ---- | ---- | ---- |
| 282  | 252  | 256  | 326  | 332  | 326  | 335  | 409  | 415  |

| 2020 | 2022 | - | - | - | - | - | - | - |
| ---- | ---- | - | - | - | - | - | - | - |
| 411  | 408  | - | - | - | - | - | - | - |

### Pyramide des âges
La population de la commune est relativement jeune.
En 2018, le taux de personnes d'un âge inférieur à 30 ans s'élève à 29,9 %, soit en dessous de la moyenne départementale (30,2 %). À l'inverse, le taux de personnes d'âge supérieur à 60 ans est de 19 % la même année, alors qu'il est de 32,3 % au niveau départemental.
En 2018, la commune comptait 209 hommes pour 198 femmes, soit un taux de 51,35 % d'hommes, largement supérieur au taux départemental (48,41 %).
Les pyramides des âges de la commune et du département s'établissent comme suit.
| Hommes | Classe d’âge | Femmes |
| ------ | ------------ | ------ |
| 0,9    | 90 ou +      | 0,5    |
| 2,4    | 75-89 ans    | 3,0    |
| 15,2   | 60-74 ans    | 16,0   |
| 25,6   | 45-59 ans    | 25,0   |
| 23,7   | 30-44 ans    | 28,0   |
| 10,9   | 15-29 ans    | 8,5    |
| 21,3   | 0-14 ans     | 19,0   |

| Hommes | Classe d’âge | Femmes |
| ------ | ------------ | ------ |
| 1      | 90 ou +      | 2,7    |
| 9,2    | 75-89 ans    | 12     |
| 20,6   | 60-74 ans    | 21,3   |
| 20,7   | 45-59 ans    | 20,3   |
| 16,8   | 30-44 ans    | 16     |
| 15,6   | 15-29 ans    | 13,4   |
| 16,1   | 0-14 ans     | 14,3   |

### Remarques
En 1791 elle est notée avoir 460 habitants.
En 1990 la commune comprenait 112 résidences principales, 19 résidences secondaires (ou résidences de personnes en maison de retraite) et 15 logements vacants. Avec la construction de nombreux logements individuels à Pain perdu, le nombre de logements et le nombre d'habitants s'est trouvé significativement augmenté aux recensements après 2009.

## Économie
Mesnac est dans la région agricole de vignoble d'appellation d'origine contrôlée Cognac, zone des Fins Bois. Les agriculteurs sont pour la plupart viticulteurs et céréaliers et il y a une distillerie qui pratique la vente directe de pineau et de cognac.
Deux entreprises se sont installées sur Pain perdu : vente de produits de sol et mécanique de précision. Mesnac compte quelques artisans (électricien, façadier) mais aucun commerçant de proximité et les achats se font à Matha, Cherves ou Cognac, et aux commerçants ambulants surtout pour le pain.

## Équipements, services et vie locale

### Enseignement
L'école après avoir été maintenue un temps grâce à un regroupement pédagogique intercommunal avec celle d'Orlut sur Cherves-Richemont a fermé et les élèves sont accueillis par les écoles maternelles et primaires de Saint-Sulpice-de-Cognac et Cherves-Richemont. Collège et lycées sont à Cognac avec service de ramassage départemental.

### Sports
- club de Basket (et salle de sport qui accueille l'hiver le club de tennis de Cherves-Richemont)

### Lieux de cultes
Culte catholique à l'église.

### Services publics
- Mairie à Vignolles
- Eau par le forage de la fosse du Thidet sur la commune de Houlette.
- Salle des fêtes

## Lieux et monuments

### Patrimoine architectural

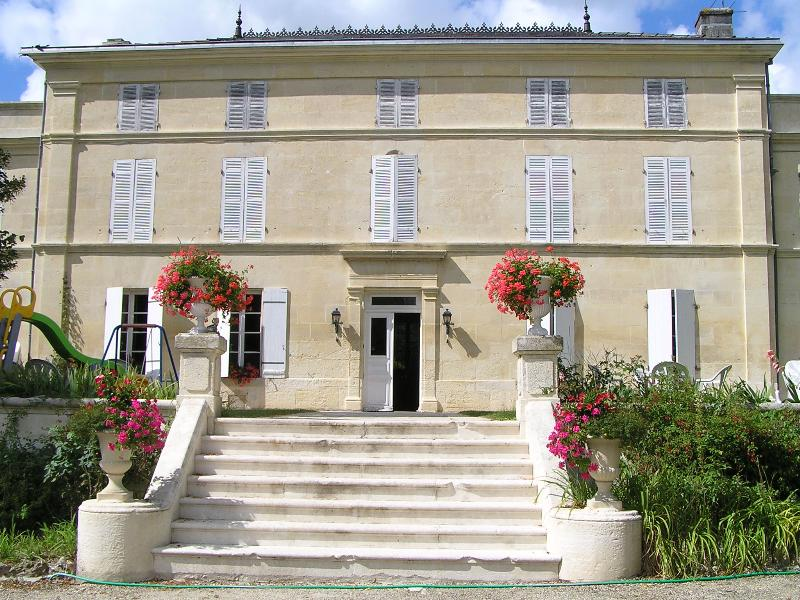
Château du XVIIIe siècle.

L'église paroissiale Saint-Pierre du XIIe siècle, à plan allongé, en un seul vaisseau qui est recouvert d'une voûte d'ogives. Elle possède un escalier à vis sans jour. Quatre modillons sculptés d'animaux et de personnages, quatre chapiteaux (sculpture de palmette, feuillage…) et un vitrail sont remarquables, C'était un prieuré-cure des bénédictins qui a été restauré à plusieurs reprises. Sa cloche en bronze à décor en relief est datée de 1597. Un blason peu lisible porte des armoiries qui n'ont pas été identifiée.Cette cloche a été classée monument historique à titre d'objet en 1943.
Le château de Mesnac du XVIIIe siècle est actuellement un gîte.
Le lavoir est remarquable, c'est un rare lavoir flottant qui se soulève comme un ponton quand le niveau de la rivière monte. Il a été construit après une souscription en 1886.
Des maisons et des fermes caractéristiques de l'architecture charentaise des XVIIe au XIXe siècle. Sur la base Mérimée, 11 sont étudiées et 46 repérées.
L'ancienne école construite en 1877, fermée et transformée pour la partie salles de classe en mairie et pour la partie logements des instituteurs en logements sociaux.

Vues de Mesnac
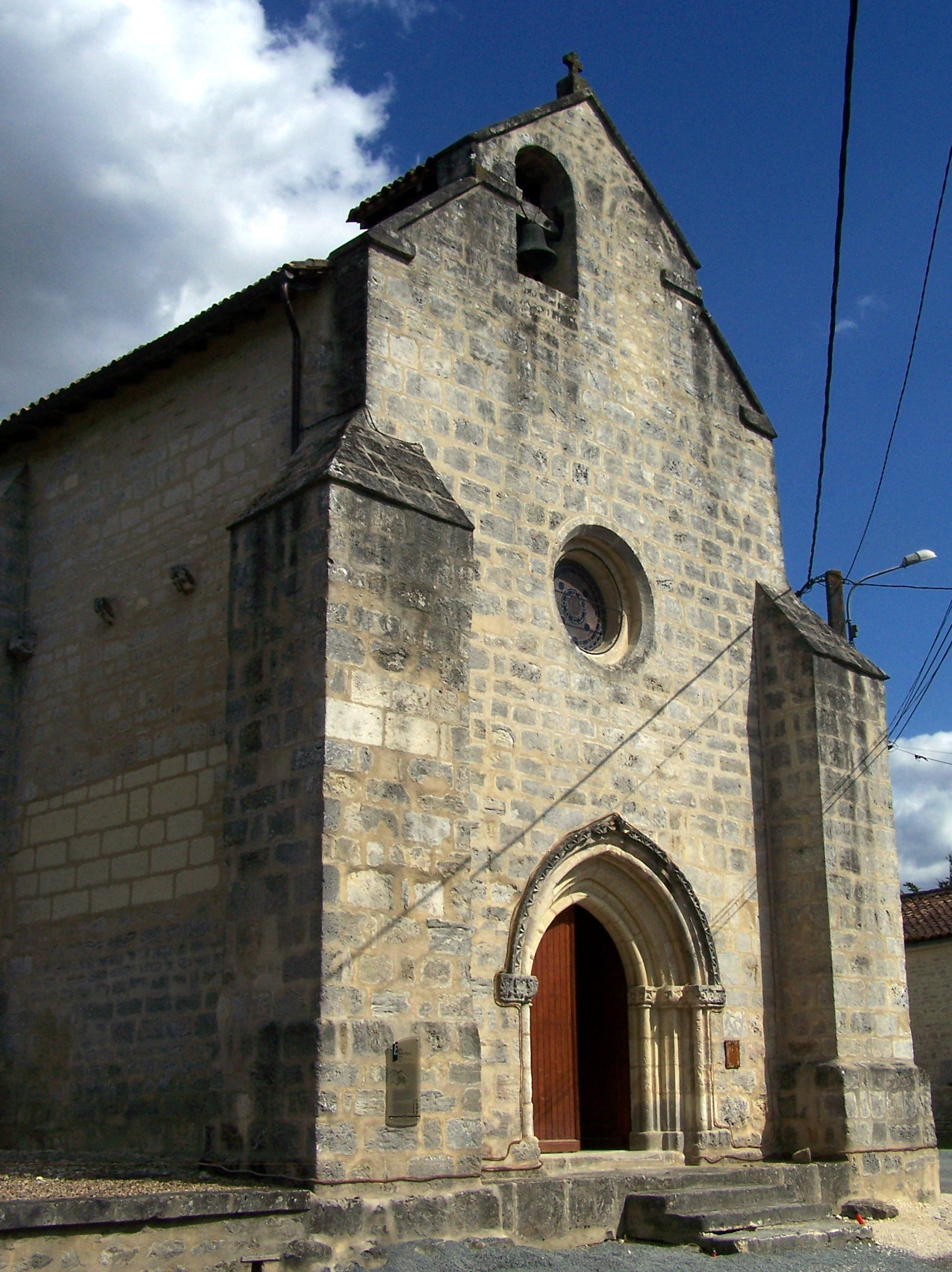
L'église Saint-Pierre.
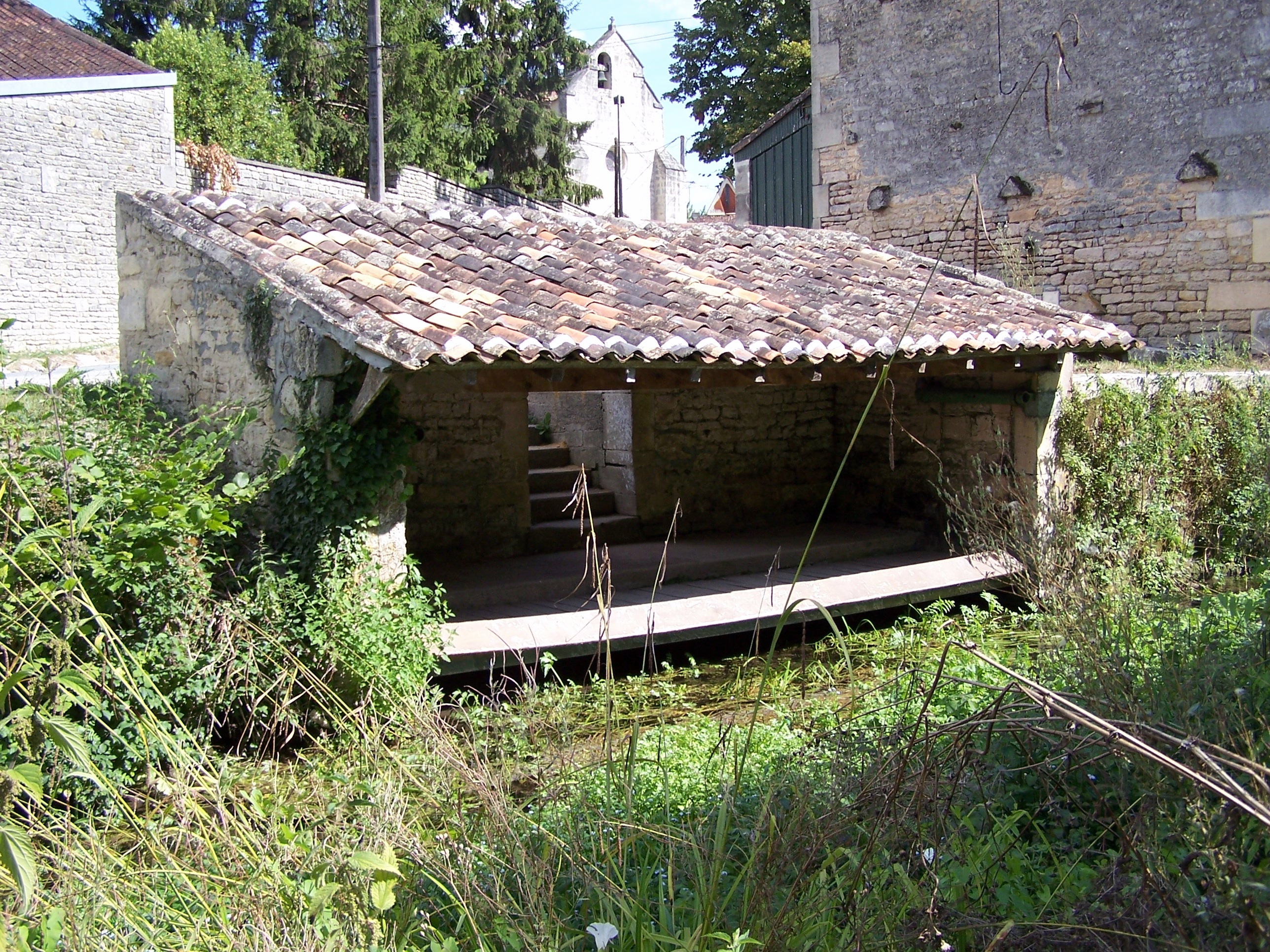
Le lavoir flottant sur l'Antenne, en 2010.
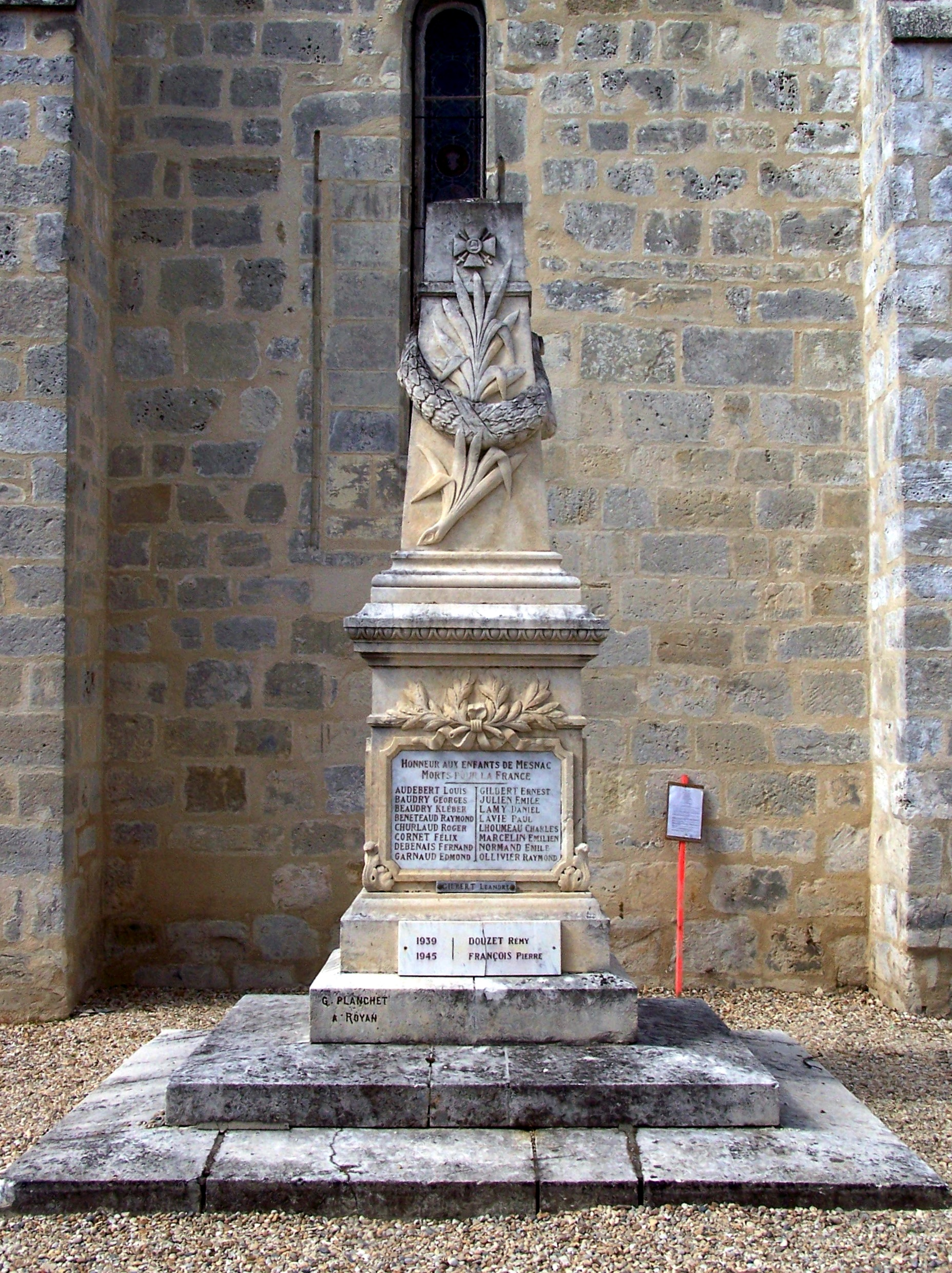
Le monument aux morts à côté de l'église.

#### Site Natura 2000 de la vallée de l'Antenne
Sur la commune de Mesnac, l'Antenne se divise en plusieurs bras ce qui forme une zone de marais avec des peupleraies et aussi une aulnaie-frênaie de bordure entretenue pour maintenir les berges.
La description faite dans la fiche de site Natura 2000 FR5400473 « un des sites alluviaux régionaux les mieux conservés avec notamment des surfaces encore importantes couvertes d'aulnaie-frênaie inondable parcourue par un dense chevelu de bras secondaires de l'Antenne, une petite rivière aux eaux de bonne qualité ».
Cette rivière de première catégorie piscicole a un débit minimal moyen de 0,49 m3/s.

#### Faune
Les mammifères remarquables sur ce site Natura 2000 sont les loutres et les visons d'Europe, ce dernier n'est plus présent que dans sept départements français. De nombreuses mesures sont mises en place pour sa protection comme le piégeage des ragondins effectué avec des pièges munis d'une petite ouverture qui permet aux visons d'Europe de s'échapper.
Les batraciens sont nombreux avec présence de deux espèces de rainettes françaises, de crapauds et de salamandres.
Les poissons trouvent de nombreuses frayères, ils sont nombreux et de diverses espèces, brochet, truite, carpe, anguille mais aussi chabot, lamproie de Planer et lamproie de rivière  ainsi que cyprinidés d'eau vive (chevesne, barbeau, goujon).
En plus de nombreux insectes courants, on trouve plusieurs espèces de libellules.